# Xã Washington, Quận Hamilton, Indiana
Xã Washington (tiếng Anh: Washington Township) là một xã thuộc quận Hamilton, tiểu bang Indiana, Hoa Kỳ. Năm 2010, dân số của xã này là 32.884 người.